# Karol Niedoba

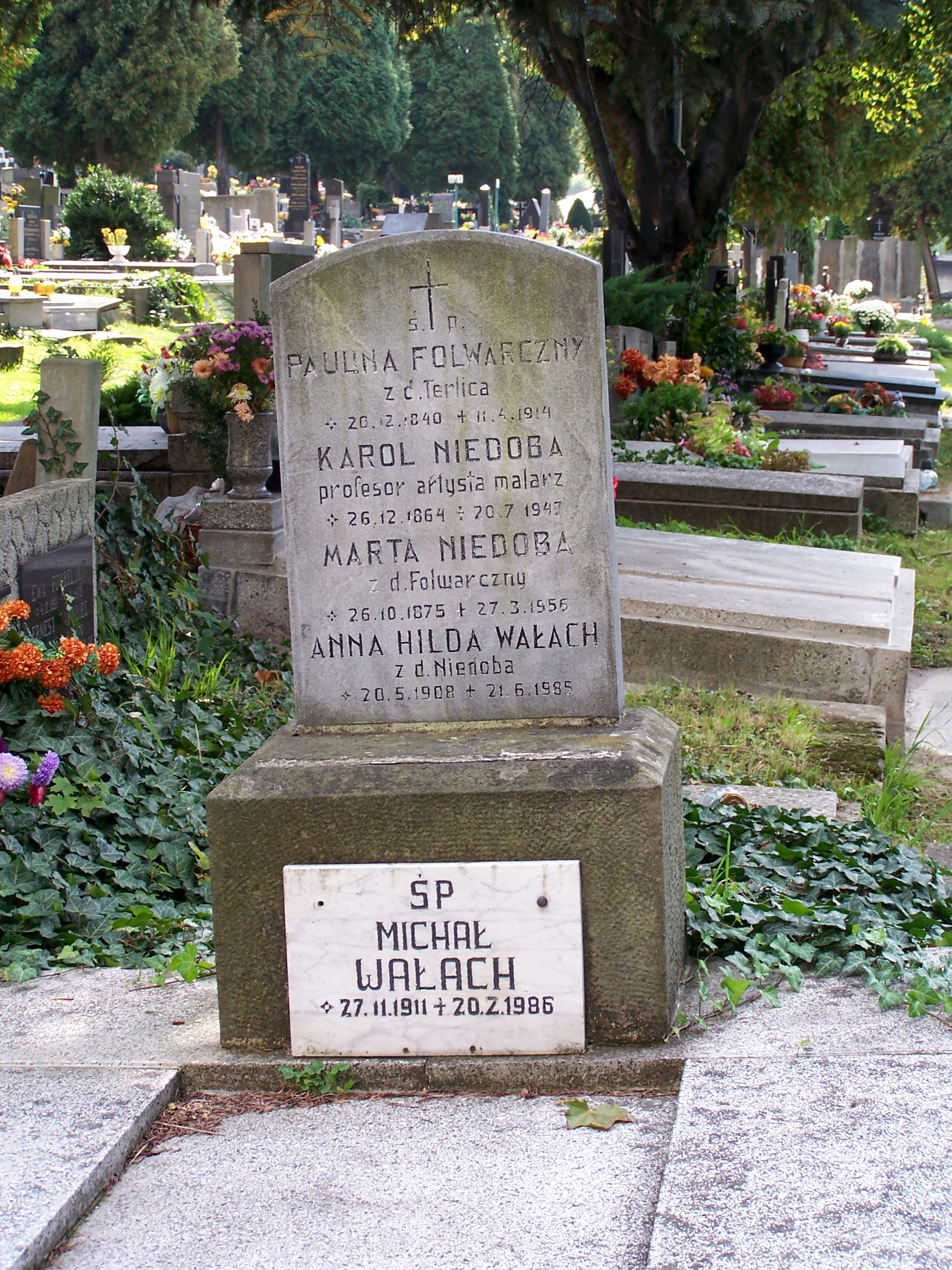
Grób Karola Niedoby na cmentarzu ewangelickim w Cieszynie

Karol Niedoba (ur. 26 grudnia 1864 w Cieszynie, zm. 20 lipca 1947 tamże) – polski malarz, nauczyciel i pedagog, związany ze Śląskiem Cieszyńskim.

## Życiorys
Pochodził z ubogiej, wielodzietnej rodziny chłopskiej, wywodzącej się z Lesznej Górnej, aż do zniesienia pańszczyzny związanej z folwarkiem w Dzięgielowie. Po ukończeniu szkoły ludowej został czeladnikiem u swego starszego brata Pawła, zajmującego się malarstwem pokojowym. W latach 1881–1887 uczęszczał do Przemysłowej Szkoły Dokształcającej w Cieszynie. Dzięki stypendium, uzyskanemu staraniem cieszyńskiego burmistrza dr. Jana Demela, w 1887 r. podjął studia w Szkole Przemysłu Artystycznego w Wiedniu, m.in. u pejzażysty prof. Rudolfa Ribařa i portrecisty Ludwika Minnigerode. Następnie od 1895 r. studiował w Monachium u Gabriela Hackla i Ludwika Löfftza.
W 1898 r. wrócił w rodzinne strony i po bezskutecznym poszukiwaniu pracy w rodzinnym Cieszynie podjął pracę nauczyciela rysunku w Karniowie na Śląsku Opawskim, a następnie w Brnie na Morawach. Dopiero rok później uzyskał posadę w Miejskiej Szkole Realnej w Cieszynie oraz w tamtejszej Przemysłowej Szkole Dokształcającej. W latach 1904–1911 szkolił przyszłych nauczycieli w polskich „paralelkach” niemieckiego Seminarium Nauczycielskiego, od 1906 – uczył rysunków w polskim gimnazjum Macierzy Szkolnej, a od 1907 w Polskiej Szkole Ludowej. W 1906 r. w Wiedniu uzyskał uprawnienia do nauczania z tzw. wolnej ręki rysunku w szkołach średnich, a w 1909 r. tytuł C.K. profesora, nadany przez Krajowy Urząd Szkolny w Opawie. Był zaangażowany w życie artystyczno-kulturalne miasta, współorganizując m.in. Pierwszą Śląską Wystawę Sztuki i Rzemiosł Artystycznych, która odbyła się w Cieszynie na przełomie 1906 i 1907 r. W tym czasie, w 1906 r. ożenił się z Martą Folwarczną, córką pastora Bernarda Folwarcznego, z którą zamieszkał w domu teścia, w kamienicy „Pod Kasztanem” przy ul. Nowe Miasto w Cieszynie. Tam też spędził resztę życia. W 1928 r. przeszedł na emeryturę.
Ceniony jako wychowawca młodzieży i pedagog, był Niedoba przede wszystkim aktywnym malarzem. Wykonywał liczne portrety, obrazy o tematyce sakralnej, kopie dawnych mistrzów, ale przede wszystkim utrwalał pejzaż wsi podcieszyńskiej: okolice Puńcowa, Bażanowic, Ustronia itd. W poszukiwaniu motywów ze sztalugami i szkicownikiem, przemierzał pieszo tereny Pogórza Cieszyńskiego. Namalował ok. 700 akwareli i obrazów olejnych przesyconych liryzmem, atmosferą nastrojowości i intymności. Mimo stopniowej utraty wzroku, tworzył dalej, coraz częściej podejmując tematy religijne. Ostatni obraz – portret matki – namalował w 1943 roku.
Został pochowany na cieszyńskim cmentarzu ewangelickim. Zgodnie z jego wolą część spuścizny artystycznej – prace z okresu studiów, szkicowniki, akwarele i obrazy olejne oraz część biblioteki – znalazły się zbiorach Muzeum Śląska Cieszyńskiego w Cieszynie.